# Ordine dell'Aquila azteca
L'Ordine dell'Aquila Azteca (in spagnolo: Orden del Águila Azteca) è la più alta decorazione concessa a cittadini stranieri in Messico.

## Storia
L'Ordine fu creato per decreto il 29 dicembre 1933 per ricompensare servizi prestati al Messico o all'intera umanità da stranieri. L'Ordine dell'Aquila corrisponde come onore alla Condecoración Miguel Hidalgo o alla Medaglia Belisario Domínguez che vengono invece conferite a cittadini messicani. La medaglia dell'ordine è concessa dal Ministro degli Esteri su proposta di un consiglio nominato allo scopo e presieduto dal Presidente della Repubblica. L'Ordine è stato riformato nel marzo del 2011.

## Classi
L'Ordine, dal marzo 2011, dispone delle seguenti classi di benemerenza:
- Collare: Capi di Stato
- Fascia Speciale: Primi ministri e capi di governo, principi ereditari, consorti di capi di Stato o persone di rango equivalente
- Fascia: ministri di governo, segretari, membri di famiglie reali e ambasciatori o persone di rango equivalente
- Placca: sottosegretari di governo, ministri plenipotenziari, consoli generali, generali di brigata e ammiragli o persone di rango equivalente
- Venera: rappresentanti di imprese, colonnelli e tenenti colonnelli, capitani di vascello e impiegati presso ambasciate o persone di rango equivalente
- Insegna: rappresentati provvisori di imprese, membri di missioni diplomatiche, capitani e tenenti di marina o persone di rango equivalente

| Nastri  |        |        |        |                 |         |
| Insegna | Venera | Placca | Fascia | Fascia Speciale | Collare |

L'Ordine, fino al marzo 2011, disponeva delle seguenti classi di benemerenza:
- Collare: Capi di Stato
- Gran Croce: Primi ministri e capi di governo
- Fascia: ministri di governo, segretari e ambasciatori
- Medaglia: sottosegretari di governo e ministri plenipotenziari o persone di rango equivalente
- Placca: rappresentanti di imprese, colonnelli e tenenti colonnelli, capitani di vascello e impiegati presso ambasciate o persone di rango equivalente
- Venera: rappresentanti provvisori di imprese e membri di missioni diplomatiche
- Insegna
- Menzione d'Onore

| Nastri           |         |        |        |          |        |            |         |
| Menzione d'Onore | Insegna | Venera | Placca | Medaglia | Fascia | Gran Croce | Collare |

## Insegne
- la placca dell'Ordine dorata con al centro un medaglione smaltato di blu con raffigurata in rilievo un'aquila dorata che tiene in bocca un serpente.

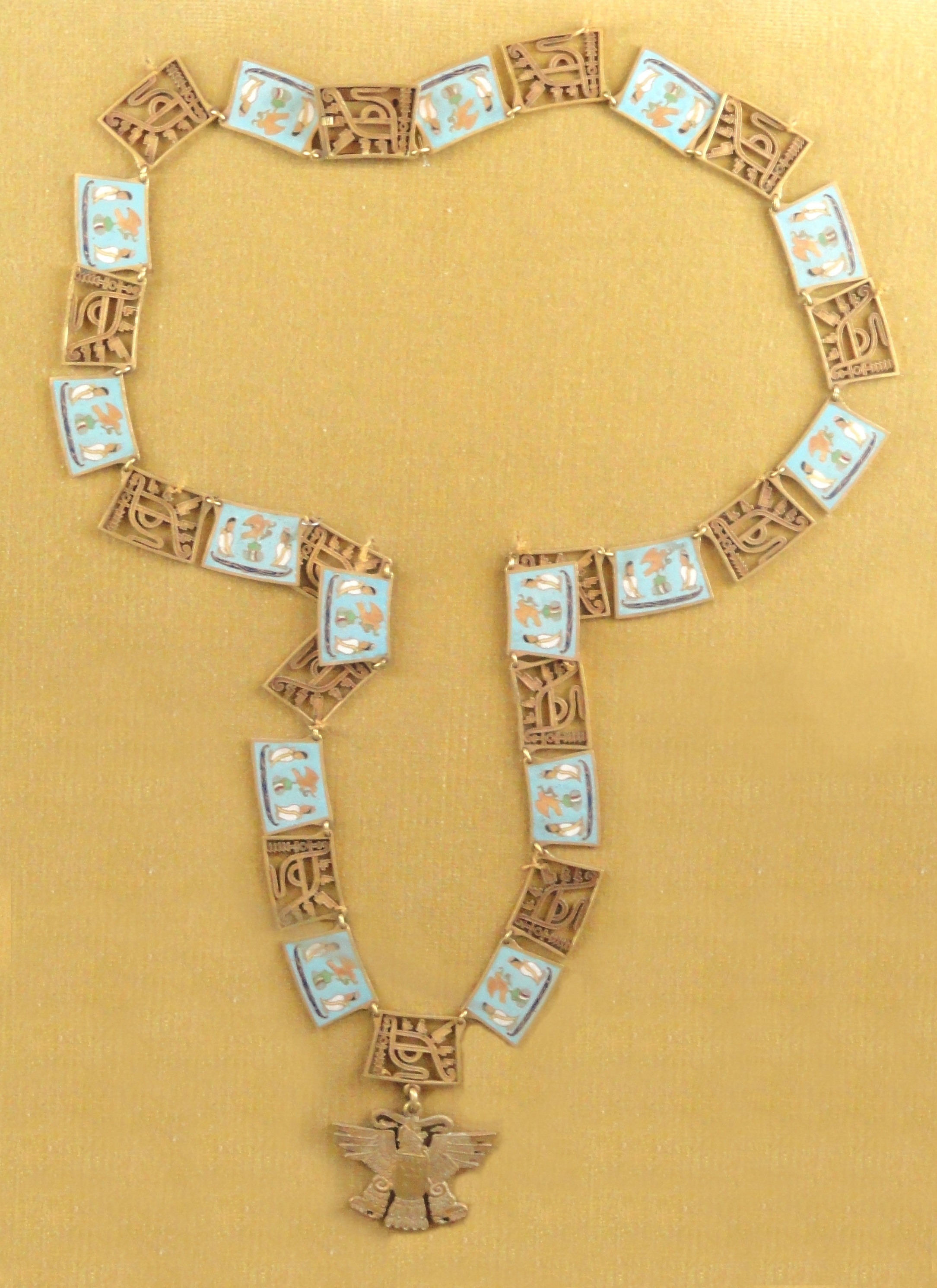
Collare dell'Ordine

- Il nastro è completamente giallo.